# Stazione di San Giovanni Valdarno
Stazione di San Giovanni Valdarno vasútállomás Olaszországban, San Giovanni Valdarno településen.

## Vasútvonalak
Az állomást az alábbi vasútvonalak érintik:
- Firenze–Róma-vasútvonal
- Industrial spur San Giovanni Valdarno-Bricchette

## Kapcsolódó állomások
A vasútállomáshoz az alábbi állomások vannak a legközelebb:
- Stazione di Figline Valdarno
- Stazione di Montevarchi-Terranuova